# عملية الموت للغزاة
عملية الموت للغزاة (بالعبرية: מִבְצָע מָוֶת לַפּוֹלֵשׁ
)، كانت عملية عسكرية إسرائيلية خلال الحرب العربية الإسرائيلية عام 1948. جرت في الفترة من 16 إلى 18 يوليو/ 1948 في النقب الشمالية الغربية. وكان هدف العملية ربط القرى اليهودية في صحراء النقب ببقية إسرائيل، بعد أن فشلت عملية أن فار التي انتهت في 15 يوليو/تموز في تحقيق هذا الهدف. قام المصريون بمنع وصول الإسرائيليين إلى قراهم في النقب خلال الهدنة الأولى من الحرب (11 يونيو – 8 يوليو)، وذلك من خلال اتخاذ مواقع على طريق المجدل – بيت جبرين، حيث دارت معظم معارك الموت للغزاة.

## الخلفية
وقد أدت جهود الاستيطان اليهودي في شمال صحراء النقب، مثل نقاط المراقبة الثلاث (1943) والنقاط الإحدى عشرة في النقب (أكتوبر/تشرين الأول 1946)، إلى خلق واقع حيث ظهرت جيب يهودي كبير داخل الأراضي ذات الأغلبية العربية. وكان الجهد الأخير بمثابة استجابة لخطة موريسون–جرادي لتقسيم فلسطين، وكان له دور فعال في القرار النهائي للجنة الأمم المتحدة الخاصة بفلسطين بشأن خطة تقسيم فلسطين.
قام الجيش المصري بغزو إسرائيل في 15 مايو 1948، بعد إعلان استقلال إسرائيل في اليوم السابق. فهاجموا نيريم وكفار داروم في البداية، ثم تقدم عمودهم الرئيسي على الطريق الساحلي باتجاه الشمال. وفي 19 مايو/أيار هاجموا ياد مردخاي، وتوقفوا عند جسر سوكرير في 29 مايو/أيار، حيث تحصنوا في أعقاب العملية الإسرائيلية بليشيت. ومن تلك النقطة وحتى الهدنة الأولى في الحرب، هاجموا عدة قرى يهودية محاصرة كليًا أو جزئيًا، بما في ذلك نيجبا (2 يونيو) ونيتزانيم (7 يونيو).
حتى بداية المرحلة الثانية من الحرب العربية الإسرائيلية عام 1948، كانت منطقة النقب مرتبطة ببقية المناطق التي يسيطر عليها اليهود عبر حزام ضيق بين برور هايل ونيجبا عبر كوكبا وحليقات وطريق النقب الداخلي، الذي استولت عليه القوات اليهودية في عملية باراك في 12 مايو/أيار 1948. وكان الخصر مطلاً على حصن شرطة عراق سويدان، الذي سلمه البريطانيون لقوات الإخوان المسلمين المصرية أيضًا في 12 مايو، حتى قبل دخول مصر الحرب رسميًا. حتى الهدنة الأولى للحرب في 11 يونيو، كان بإمكان القوافل الإسرائيلية أن تمر بأمان عبر طريق النقب، ولكن في بداية الهدنة، عززت مصر وجودها على طول الطريق الشرقي الغربي مجدل – بيت جبرين، وفصلت الجيب عن بقية إسرائيل.

## المقدمة وعملية أن-فار

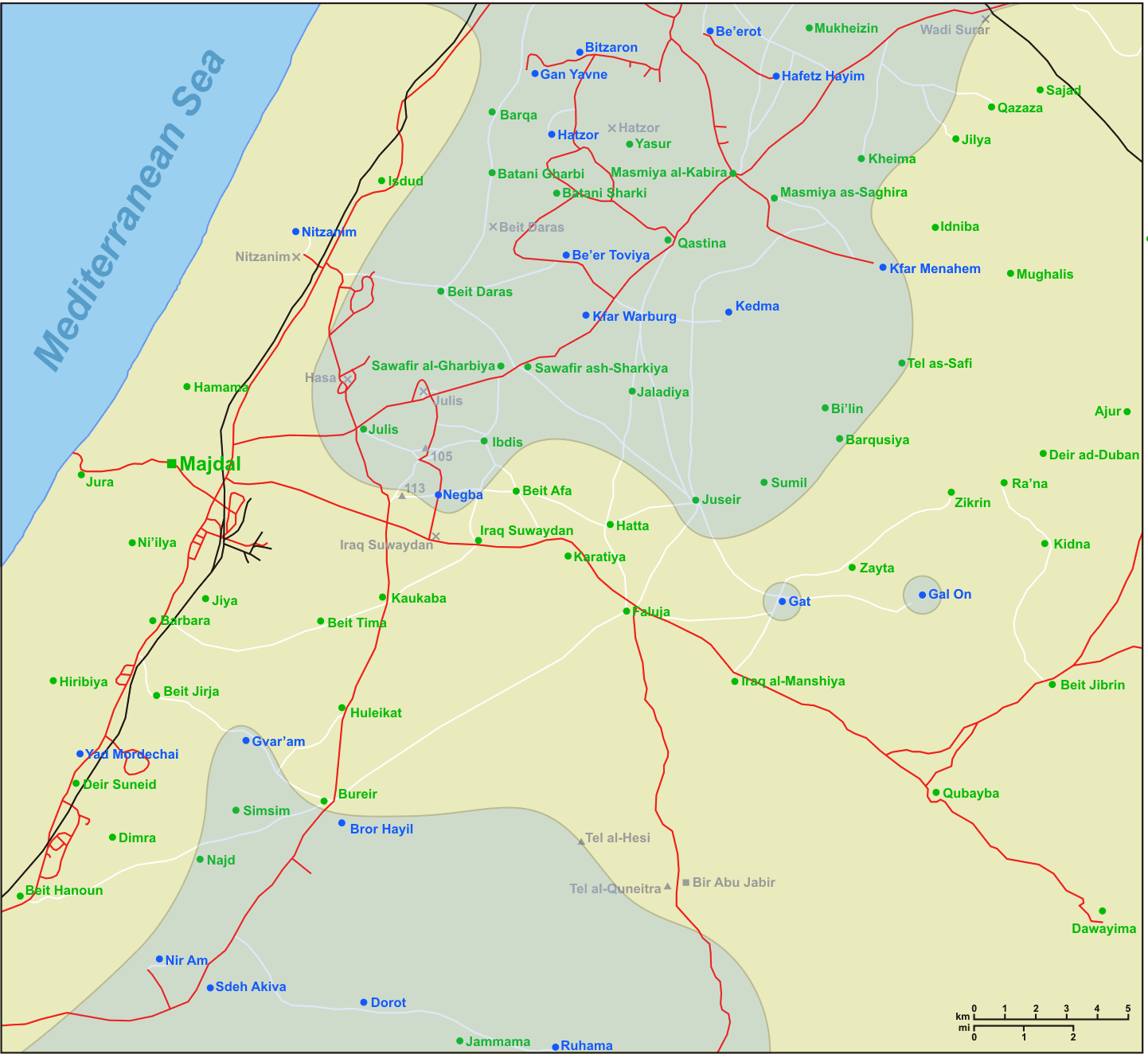
خط المواجهة الإسرائيلي التقريبي في نهاية عملية أن فار

ومع اقتراب نهاية الهدنة الأولى في الحرب في 9 يوليو/تموز 1948، خطط كل جانب لشن هجماته الخاصة في منطقة المجدل – الفالوجة – بيت جبرين. أطلق على الخطة الإسرائيلية اسم عملية أن فار (اختصارًا لـ(بالإنجليزية: Anti-Farouk))، وكان هدفها فتح طريق إمداد دائم إلى جيب النقب. وكان الهدف الآخر هو قطع طريق الإمدادات لمصر من التركيز الرئيسي على طول الطريق الساحلي إلى التركيز الثانوي في منطقة الخليل وبيت بيت لحم. ومن جانبهم، سعى المصريون إلى توسيع خصرهم الضيق وتخفيف التهديد الإسرائيلي عن القوات على طول الساحل.
وتمكن المصريون، الذين هاجموا في الساعة السادسة من صباح يوم 8 يوليو/تموز، قبل انتهاء وقف إطلاق النار رسميا، من استباق إسرائيل والاستيلاء بسرعة على كوكبا والحليقات. وتم صد هجمات إضافية على المواقع الإسرائيلية في بيت دراس وجولس ونيجبا. بدأت العملية الإسرائيلية في ليلة 8–9 يوليو/تموز، عندما انطلق لواء جفعاتي في قوتين (شرقية وجنوبية) لمهاجمة القوات المصرية والقوات العربية المحلية. واستولى الجناح الشرقي على المسمية والقسطنة والطينة وتل الصافي. وسيطر الجناح الجنوبي على إبديس وقرية عراق سويدان. فشل هجوم متزامن شنته كتيبة النقب على حصن شرطة عراق سويدان.
استؤنفت الأعمال العدائية في 10–11 يوليو/تموز، عندما أغارت جيفعاتي على أسدود، وشن الجيش المصري هجوماً مضاداً فاشلاً على تل الصافي. لكنهم استولوا على موقع الحسيمة المطل على كيبوتس غال أون. كما تم صد هجوم مصري آخر على جولس. وجاء أكبر هجوم مصري في الثاني عشر من يوليو/تموز، عندما أرسلت لواء معززاً إلى نجبا وإبدس وجولس، وكانت النتيجة كارثية، إلى جانب نقص الذخيرة في الجيش المصري، مما أدى إلى تحول مجرى الأمور بوضوح لصالح إسرائيل. في الفترة من 12 إلى 14 يوليو، قاتل جفعاتي من أجل استعادة التل 105 المجاور لنيجبا، وصد هجومًا مصريًا على برقة. وفي 13–14 يوليو/تموز، فجرت وحدات إسرائيلية جسراً بجوار بيت جبرين، وفي 14 يوليو/تموز صدت هجوماً مصرياً على جالون. وفي يومي 14 و15 يوليو/تموز، خاض الجانبان معركة متأرجحة للسيطرة على حتا وبيت عفا.
وعلى الرغم من الإرهاق الناجم عن سبعة أيام من القتال وعدم تحقيق أهدافها، فإن وحدات جيش الاحتلال الإسرائيلي في المنطقة حققت قدراً من النجاح وبدأت الاستعدادات لاستغلاله. وكانت هيئة الأركان العامة تخشى أن يفرض مجلس الأمن التابع للأمم المتحدة وقف إطلاق النار أثناء فصل النقب، حيث لم يكن الموعد الدقيق للهدنة معروفا بعد، حيث عقد اجتماع مجلس الأمن التابع للأمم المتحدة في 16 يوليو/تموز، أي بعد يومين من اجتماع هيئة الأركان العامة. وبناء على ذلك أمرت هيئة الأركان العامة ببذل جهد أخير لاختراق الحاجز، فعززت لواء جفعاتي بكتيبة الهجوم الآلي 89 التابعة للواء الثامن بقيادة موشيه ديان ووحدات من البحرية الإسرائيلية. في حين أن هدف عملية الموت للغزاة كان هو نفسه هدف عملية أنفار، إلا أن الطريقة التي كان من المفترض أن يتم بها تنفيذ العملية كانت مختلفة – بينما في أنفار، سيتم الاتصال بالنقب على الطريق الداخلي، بين جولس برير، في عملية الموت للغزاة سيكون الاتصال بين عراق سويدان والفلوجة، عبر الكراتية.

## غارات 16–17 يوليو

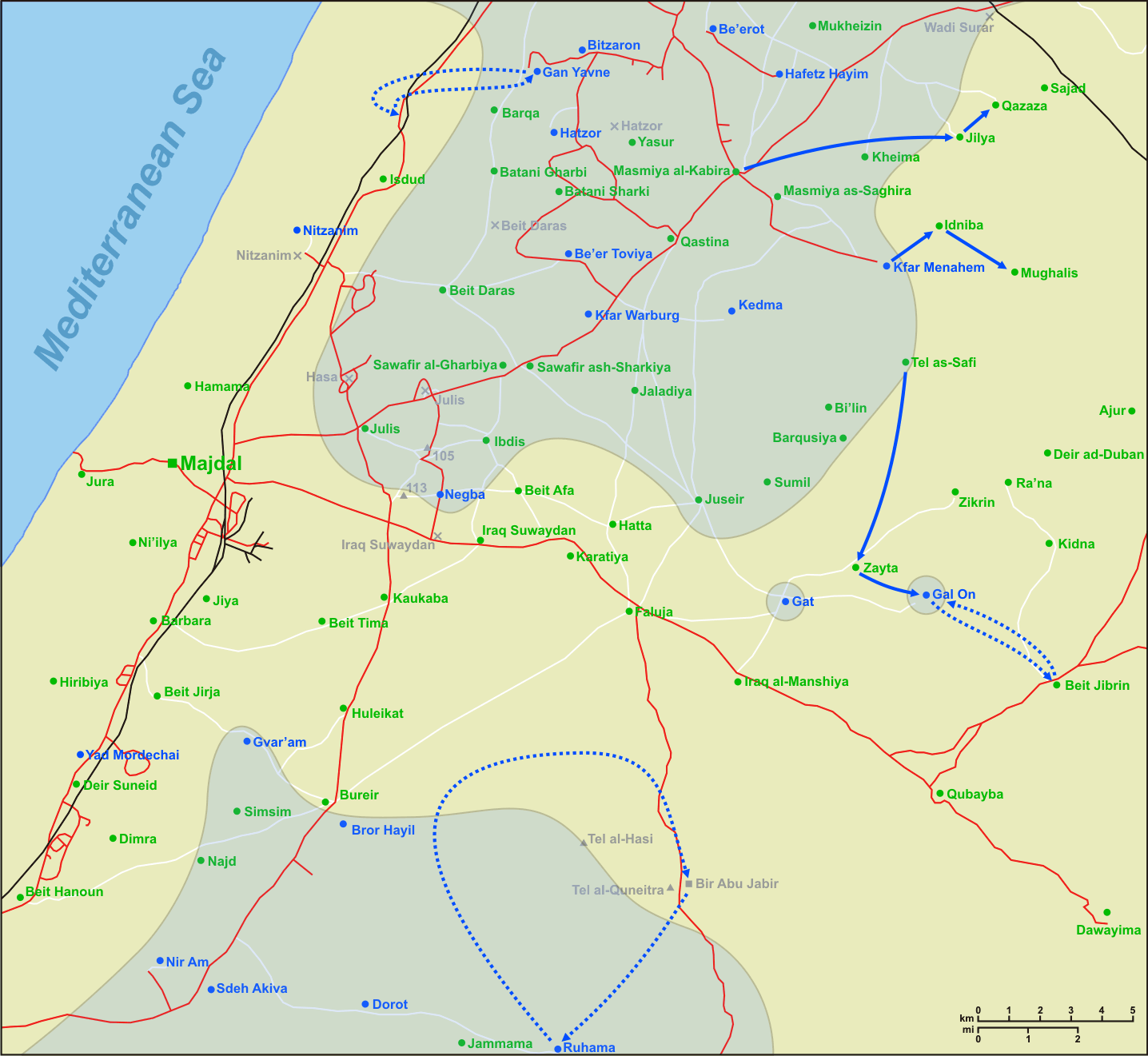
التحركات في 16–17 يوليو (الخطوط المنقطة تشير إلى الغارات)

في واقع الأمر، بدأت عملية الموت للغزاة بالتقدم ضد المناطق العربية الفلسطينية، وليس المصريين. وفي ليلة 16–17 يوليو/تموز، انطلقت وحدات جيش الاحتلال الإسرائيلي من المسمية وتل الصافي وكفر مناحيم لتطهير أجنحتها. وقد استولوا بشكل رئيسي على القرى التي تم إخلاء سكانها بعد سقوط تل الصافي: جليا، وقزازة، وإدنبة، ومغليس. استولى الجناح الجنوبي على زيتا وشن غارة على بيت جبرين. وفي الوقت نفسه، طوقت قوات من جان يفنه وادي الصرار واقتحمت جسر سقراط. رد المصريون بنيران المدفعية على جان يافني وبيزرون وهاتسوور.
وفي هذه الأثناء، سيطرت الكتيبة التاسعة من لواء النقب على بئر أبو جابر ( بئر مياه إقليمي)، جنوب الفلوجة، والتي كانت تدافع عنها فصيلة من جماعة الإخوان المسلمين.

## معارك 17–18 يوليو

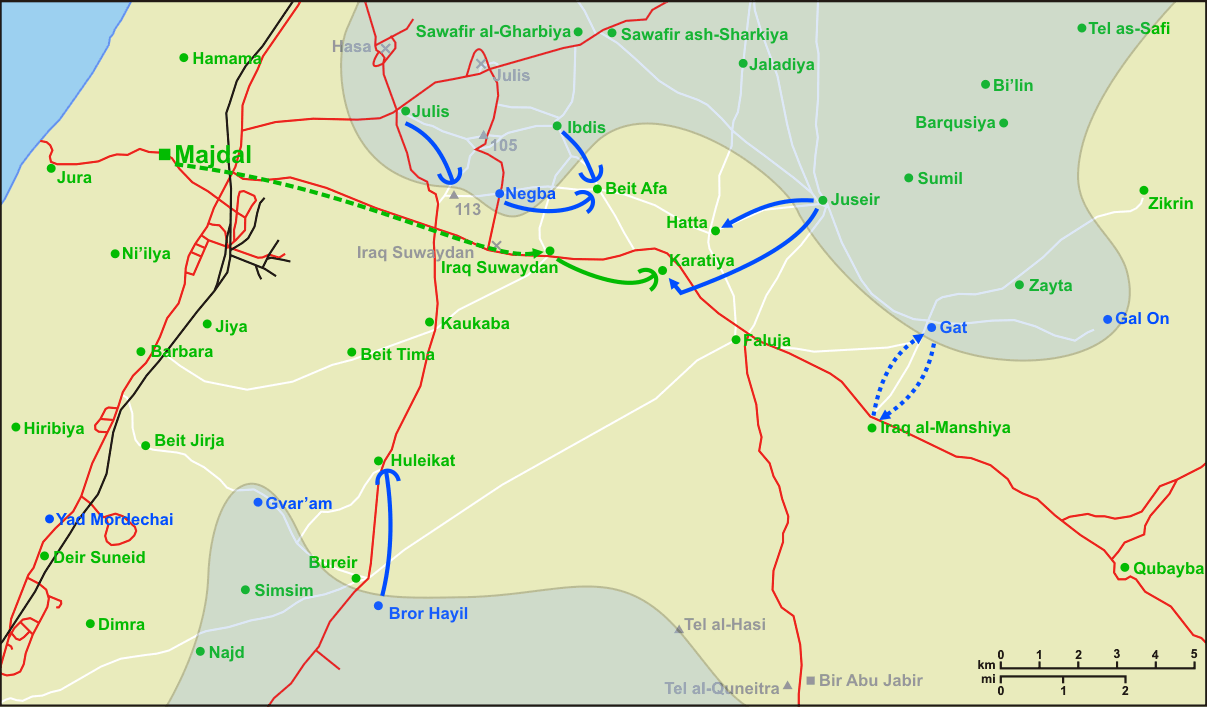
الحركات والمعارك في 17–18 يوليو

بيت عفا، يقع على بعد حوالي 2 كم شرق نجبا، كانت تدافع عنها وحدة مصرية متحصنة جيدًا. في ليلة 17–18 يوليو، هاجمت إسرائيل بقوة سريتين: إحداهما من الكتيبة 54 من جفعاتي، والأخرى من الكتيبة 11 من البحرية، التابعة لقائد الكتيبة 54. وتقدمت الوحدة البحرية عبر الوادي من الشمال، على أمل مفاجأة المصريين، ولكن في الواقع تم رصدها أثناء استعدادها لإقامة معسكر. وفي منتصف الليل خرجوا وهاجموا من محورين، ورغم النيران الكثيفة تمكنوا من الاستيلاء على موقع أمامي وتقدموا إلى وسط القرية، وتمركزوا هناك وتبادلوا إطلاق النار مع المصريين. وبحلول ذلك الوقت، كان معظم قادتها قد أصيبوا بجروح.
وفي هذه الأثناء، انطلقت سرية جفعاتي من نجبا وحاصرت بيت عفا، مهاجمة من الجنوب. لقد جاءوا بهدوء، ولكن بسبب نقص المعلومات الاستخباراتية، لم يكونوا على علم بوجود أسوار الأسلاك الشائكة في الطرف الجنوبي من القرية. وبالتالي، تم تقييدهم وفشلوا في التقدم، ولم يتم تخصيص أي احتياطي عملياتي يمكن أن يساعدهم. وعند رؤية ذلك، أصدر قائد الكتيبة في الساعة الثالثة فجراً أمراً بالانسحاب، وتم جلب سيارات الجيب من نيغبا للمساعدة في هذا المسعى. ومع ذلك، كانت الشركة البحرية في وضع حرج ولم يكن لديها مسار تراجع قابل للتطبيق. بالإضافة إلى ذلك، لم تسمع إحدى وحداتها الأمر. وكان الانسحاب غير منظم، وخلف العديد من القتلى والمفقودين في الميدان. تكبدت الشركة البحرية 19 قتيلاً و3 أسيرًا و28 جريحًا.
وفي الليلة نفسها، انطلقت القوات الإسرائيلية من جولس للسيطرة على التل 113، غربي نيغبا مباشرة. فشل الهجوم فتراجعوا. كما تم تنفيذ غارة على عراق المنشية. وكان من المفترض أن يستعيد لواء النقب من جانبه كوكبا وحليقات، لكنه لم يكن لديه أي معلومات استخباراتية على الإطلاق عن الوحدات المصرية والسعودية ودفاعاتها في المنطقة. قاموا بالهجوم على تل 131.2، شمال شرق الحليقات مباشرة، وتلة 138 (الموقع الرئيسي للحليقات نفسها)، مما أدى إلى مقتل 21 شخصًا. تم إنقاذ سبعة جرحى بعد المعركة.

## معركتا حتا وكرتيا
بينما كانت وحدات البحرية ووحدات الكتيبة 54 تقاتل في بيت عفا، انطلقت الكتائب 52 و53 و89 للسيطرة على حتا وكرتيا. كُلّفت سرية من الكتيبة 52 التابعة لجفعاتي بمهمة السيطرة على حتا، وأرسل جيش الاحتلال الإسرائيلي إلى كرتيا الكتيبة 89، وسرية من الكتيبة 53، وعددًا من خبراء المتفجرات وقوات الكوماندوز من الكتيبة 52 لمنع وصول أي تعزيزات. غادرت القوات منطقة تمركزها في جسير في الساعة 22:00 يوم 17 يوليو. تمكنت سرية الفرقة 52 من التغلب بسرعة على الدفاعات المصرية في حتا من خلال إرسال قوة صغيرة لتثبيتهم أثناء التطويق حول القرية من الجنوب، وأكملت المهمة بحلول منتصف الليل.
تحركت قوات الفرقة 89 جنوبا إلى المطار الصغير بين الفلوجة وحتا. وفي الساعة 22:30، واجهوا نيران الأسلحة الصغيرة وقذائف الهاون والمدفعية من الفلوجة أثناء توجههم عبر المطار. وتوقفوا عند وادي المفرار، جنوب كراتية مباشرة، ولم يتمكنوا من عبوره. وتم تنفيذ أعمال هندسية لعدة ساعات حتى تم إنشاء المعبر. وفي هذه الأثناء عملت السرية 53 على قطع الاتصالات بين الكراطية والفلوجة وتدمير قنوات المياه تحت الطريق. وبينما كانت الوحدات الأخرى تستعد جنوب كاراتيا، توجه خبراء المتفجرات من الكتيبة 52 إلى الطريق الذي يربط كاراتيا بعراق سويدان وقاموا بتفجير جسر هناك. كما قاموا بإنشاء حاجز على الطريق الأقرب إلى عراق سويدان، وعادوا إلى قاعدتهم. وعندما وصلت سرية الكتيبة 53 إلى الكتيبة 89، أخطأت الأخيرة في اعتبارهم مصريين وفتحت النار عليهم. لكن سرعان ما تم اكتشاف الخطأ وانطلقت القوة المشتركة نحو كاراتيا، واستولت عليها عند الفجر.
وحاولوا تحصين مواقعهم قدر استطاعتهم، تحسباً للهجوم المصري المضاد. وقد تم جلب الذخائر، بما في ذلك الأسلحة المضادة للدبابات، عبر حتا (كما هو مخطط له) لمساعدتهم. بدأ الهجوم المضاد في الساعة 8:30 من صباح يوم 18 يوليو، حيث فتحت القوات المصرية في عراق سويدان نيران المدفعية على الكراتية، واقتربت المركبات المدرعة من الفلوجة وبيت عفا لمنع التعزيزات الإسرائيلية المحتملة. وبعد مناوشات طفيفة في الصباح لم تسفر عن أي نتائج، شن المصريون هجوما كبيرا في فترة ما بعد الظهر، على محورين، استخدم في كل منهما الدبابات والمركبات المدرعة في المقدمة والمشاة في الخلف. بعد أن تعرضت دبابة من المحور الشمالي الغربي لإصابة من صاروخ إسرائيلي من طراز بيات أطلقه رون فيلر، عادت القوة الشمالية الغربية بأكملها إلى الوراء. حصل فيلر على وسام بطل إسرائيل (الذي أصبح فيما بعد ميدالية الشجاعة الإسرائيلية)، وهو واحد من 12 وسامًا في الحرب، تقديرًا لأفعاله. ولم يكن أمام الجبهة الجنوبية الشرقية بعد ذلك أي خيار سوى التراجع، وهو ما فعلته بطريقة منظمة. دخل وقف إطلاق النار الثاني للحرب حيز التنفيذ في الساعة 19:00 من نفس اليوم، مما أدى إلى توقف المزيد من الأعمال العدائية مؤقتًا وإنهاء فترة العشرة أيام من الحرب.

## العواقب
وفي حين نجح الإسرائيليون في عدة هجمات، وأبرزها في حتا وكراتيا، فإن الهدف الرئيسي المتمثل في ربط منطقتي النقب وجفعاتي لم يتحقق، ومع دخول الهدنة الثانية، ظلت قرى النقب جيبًا محاطًا بالمواقع المصرية. ومع ذلك، فإن الاستيلاء على حتا وكراتيا، إلى الجنوب من طريق مجدل – بيت جبرين، أجبر المصريين على إنشاء «طريق بورما» بين عراق السويداء والفلوجة. وانتهت العملية بفترة الأيام العشرة من الحرب، بين وقف إطلاق النار الأول والثاني، مع تغييرات إقليمية قليلة في الجنوب. وبحسب القائد المصري في فلسطين أحمد علي المواوي فإن الوضع في نهاية هذه الفترة بالنسبة للجيش المصري لم يكن جيداً، وذلك بسبب نقص الذخيرة والتنسيق والمعنويات.
ويعزو المؤرخ ديفيد تال الفشل العملياتي الإسرائيلي إلى عدم التعاون بين لواءي جفعاتي والنقب، وعدم وجود مبادرة هجومية. ولم يحصل لواء جفعاتي ولا لواء النقب على تعزيزات بشرية جدية لتعويض خسائرهما، واضطر كلاهما إلى تخصيص قوات وموارد كبيرة للدفاع الثابت. وفي هذا الضوء، يؤكد تال أن المصريين نجحوا أكثر من الإسرائيليين خلال الأيام العشرة، حيث حققوا في الغالب هدفهم المتمثل في تعزيز الهوة بين النقب وبقية إسرائيل، وربط قواتهم في منطقة بيت لحم والخليل بالقوات الساحلية.

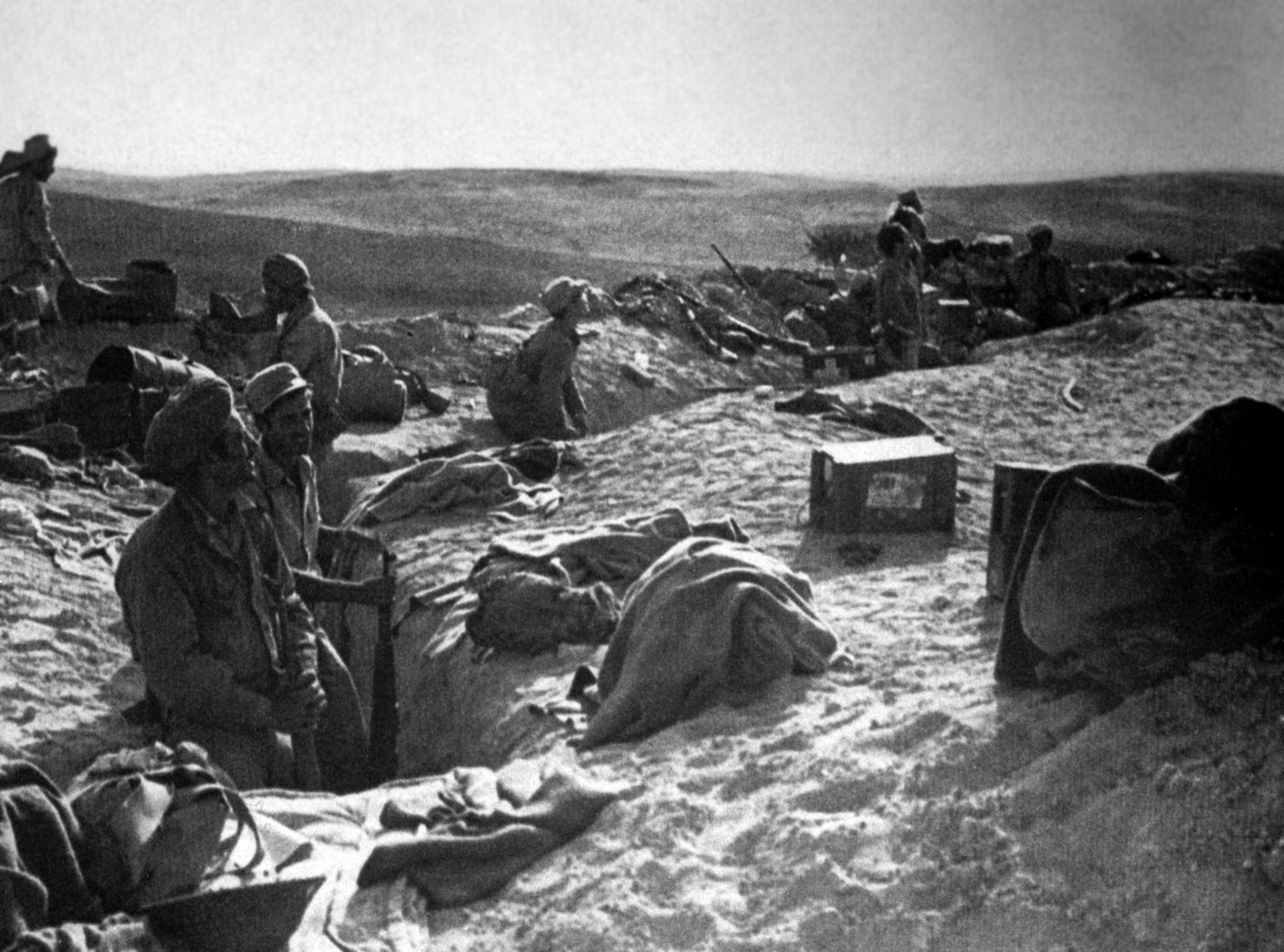
القوات الإسرائيلية تحتل الخنادق المصرية المهجورة في الحليقات، أكتوبر 1948

استولى الإسرائيليون على كل المناطق تقريبا التي قاتلوا من أجلها في عملية الموت للغزاة في عملية يوآف. تم الاستيلاء على الطريق الداخلي في النقب من جولس إلى برور هايل عبر كوكبا وحليقات في الفترة من 17 إلى 20 أكتوبر 1948 من قبل الكتائب 52 و54 التابعة لجيفعاتي. عند الاستيلاء على الحليقات، اكتشف الإسرائيليون مقبرة جماعية حيث دفن المصريون الضحايا الإسرائيليين الذين سقطوا في هجوم لواء النقب الفاشل في 17–18 يوليو.

### الفهرس
- Givati، Moshe (1994). In the Path of Desert and Fire (بالعبرية). Ma'arakhot Publishing. ISBN:965-05-0719-1.
- Kadish، Alon، المحرر (2005). Israel's War of Independence 1948–1949 (بالعبرية). Ministry of Defense Publishing. ISBN:965-05-1251-9.
- Tal، David (2005). Military Result of Political Wrestling: The Israeli–Egyptian War 1948–1949.
- Kimche، Jon؛ Kimche، David (1960). A Clash of Destinies. The Arab-Jewish War and the Founding of the State of Israel. Frederick A. Praeger. LCCN:60-6996. OCLC:1348948.
- Lorch، Netanel (1998). History of the War of Independence (بالعبرية). Modan Publishing.
- Morris، Benny (2008). 1948: The First Arab–Israeli War. Yale University Press. ISBN:978-0-300-15112-1.
- Wallach، Jehuda، المحرر (1978). "Security". Carta's Atlas of Israel (بالعبرية). Carta Jerusalem. ج. First Years 1948–1961.

## وصلات خارجية
- موقع تذكاري لبالماك